# Rudolf Leopold

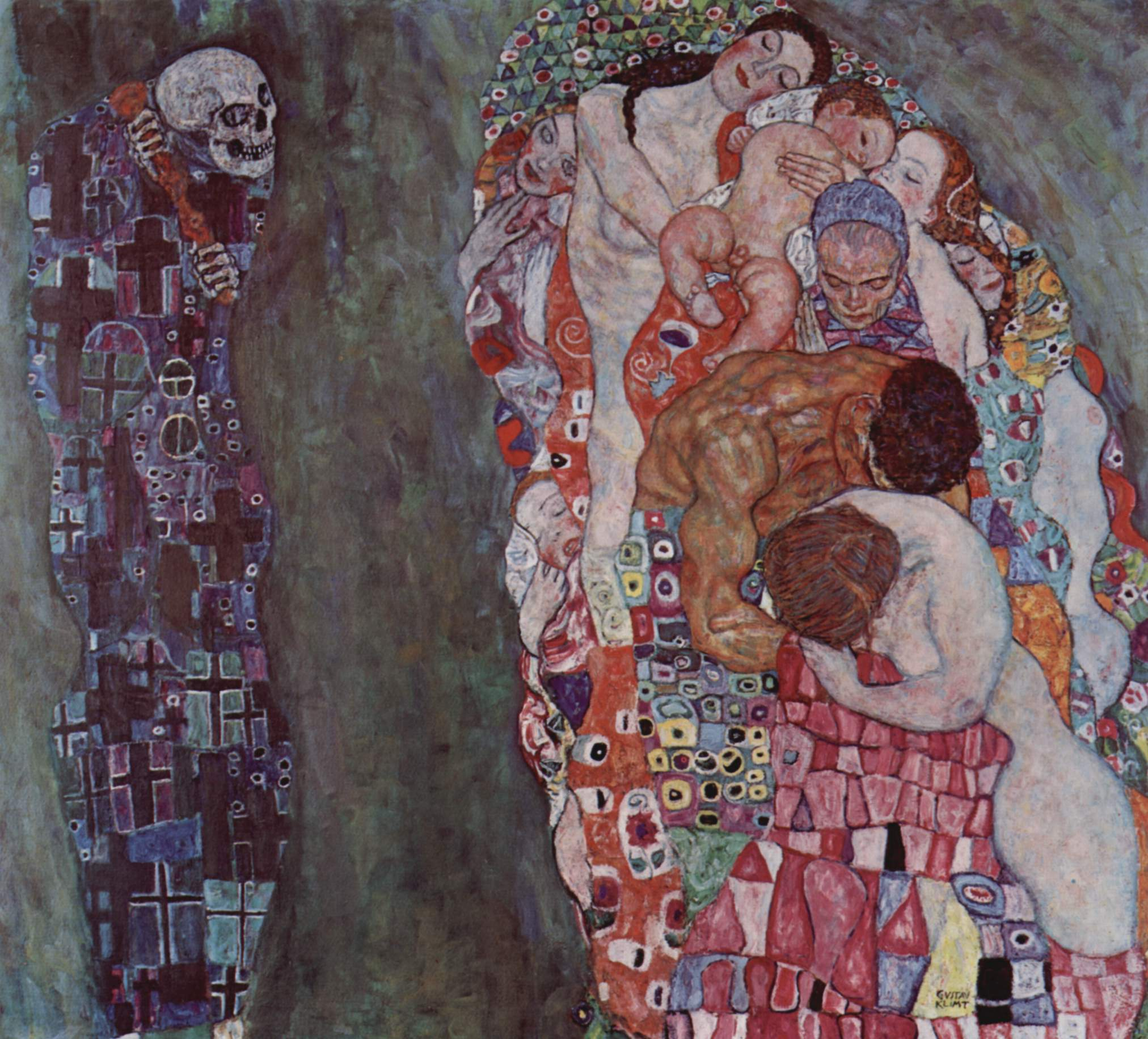
Una de las obras de Gustav Klimt perteneciente a su colección.

Rudolf Leopold (Viena, 1 de marzo de 1925 - 29 de junio de 2010) fue un coleccionista de arte austríaco, fundador del Museo Leopold vienés que alberga su colección. 
Comenzó a coleccionar arte hacia 1953 después de haberse graduado como médico oftalmólogo en la Universidad de Viena. Amasó una colección valuada en más de 500 millones de dólares con obras que incluyeron a Gustav Klimt y Egon Schiele.
Uno de los primeros difusores de su obra, escribió un libro Egon Schiele publicado por Paidós en 1973.
En los últimos años se suscitaron controversias acerca del origen de ciertas obras de la colección supuestamente provenientes de coleccionistas judíos que habían sido incautadas por los nazis.
Se casó con Elisabeth Leopold con quien tuvo sus hijos: Rudolf, Diethar y Gerda. 
En 1994 recibió la condecoración de las ciencias y artes del gobierno austríaco.
En el año 2001 abrió el Museo Leopold que recibe miles de visitantes anualmente con obras de la Secesión de Viena, Oskar Kokoschka, Carl Schuch, Albin Egger-Lienz, Anton Kolig, Alfred Kubin, Kolo Moser, Herbert Boeckl, Anton Faistauer, Ferdinand Georg Waldmüller, Anton Romako, Josef Hoffmann, Robert Hammerstiel y Richard Gerstl.

## Publicaciones
- Diethard Leopold: Rudolf Leopold. Kunstsammler. Verlag Holzhausen, Wien 2003. ISBN 3-85493-064-X
- Leopold Museum Privatstiftung 5 Jahre Leopold Museum. Edition Jesina & raum.kunst.wien, Wien 2006, ISBN 3-902216-29-8.